# Pierrot (périodique)
Pour les articles homonymes, voir Pierrot.
Pierrot est un magazine français publié par les éditions de Montsouris de 1925 à 1957, avec un arrêt pendant la Seconde Guerre mondiale. De 1958 à 1960, il est rebaptisé Champion. Destiné aux jeunes garçons, il est conçu pour faire pendant à Lisette du même éditeur.
En 1929, Jean des Cognets, directeur des éditions de Montsouris et de L'Ouest-Éclair, leur maison-mère, propose à Marcel Jeanjean, aviateur, héros de la Grande Guerre, écrivain et illustrateur, de tenir dans Pierrot une rubrique de 12 pages intitulée « Parlons d'aviation ». Devant le succès des premières livraisons, la pagination de la rubrique est doublée. Elle durera 18 ans.
De 1941 à 1951 paraît également sous le même titre une collection de romans.